# Brenda Milner
Brenda Milner (ur. 15 lipca 1918) – brytyjsko-kanadyjska neuropsycholog, która w znacznym stopniu przyczyniła się do rozwoju badań naukowych z zakresu neuropsychologii klinicznej – czasami jest nazywana "założycielką neuropsychologii". Milner jest profesorem na Wydziale Neurologii i Neurochirurgii na McGill University i profesorem psychologii w Montreal Neurological Institute. Obecnie ma ponad 20 tytułów naukowych i pomimo ukończenia 90 lat dalej kontynuuje pracę naukową. Obecnie zajmuje się badaniem interakcji między półkulami mózgu. Razem z Johnem O'Keefe i Marcusem E. Raichlem otrzymała w 2014 roku Nagrodę Kavli w kategorii neuronauk za "odkrycie wyspecjalizowanych sieci mózgowych odpowiedzialnych za pamięć i poznanie".

## Wczesne lata i edukacja
Brenda Milner (z domu Langford) urodziła się 15 lipca 1918 roku w Manchesterze. Jej ojciec, Samuel Langford, był krytykiem muzycznym, dziennikarzem i nauczycielem, a jej matka Leslie Langford (z domu Doig) była studentką śpiewu.
Brenda nie interesowała się muzyką, więc ojciec kierował jej rozwojem w stronę matematyki i sztuki. Kiedy jej ojciec zmarł (Brenda miała 8 lat), była już dobrze przygotowana do dalszej edukacji i stała przed ciężkim wyborem – nauki ścisłe czy humanistyczne? Zdecydowała się na nauki ścisłe, ponieważ uważała, że jeżeli raz opuści się naukę, opuszcza się ją na zawsze, podczas gdy w kierunku literatury i języków obcych można się rozwijać we własnym zakresie.
W 1936 roku rozpoczęła studia matematyczne w Cambridge, ale szybko stało się dla niej jasne, że nie odnajduje się w matematyce. Mimo tego, że dalej pociągało ją eleganckie rozumowanie matematyczne, zdecydowała się zmienić kierunek na psychologię.
Pomimo zastrzeżeń matki odnośnie do zmiany kierunku Brenda w 1939 roku ukończyła psychologiczne studia licencjackie pod kierunkiem doktora Olivera Zangwilla. Zangwill nauczył ją, że dużą wartość ma studiowanie lezji mózgu, a także, że poprzez analizę zaburzonego mózgu można poznać sposób funkcjonowania normalnego mózgu.
Brenda rozpoczęła studia magisterskie w Cambridge, które szybko stały się częścią akcji ludności cywilnej na rzecz wojny. Brenda stała się częścią zespołu opracowującego testy zdolności służące do wybierania pilotów myśliwców i pilotów bombowców. 
Przed obroną pracy magisterskiej Brenda poznała swojego przyszłego męża, Petera Milnera, inżyniera elektrycznego, który także został zrekrutowany do akcji cywilnej na rzecz wojny. Peter został jednak zaproszony do Kanady, żeby dołączyć do badań naukowych nad atomem razem z zespołem fizyków. Z tego powodu Brenda i Peter przeprowadzili się do Montrealu. 
W Kanadzie Brenda przekonała Donalda Hebba, dziekana Wydziału Psychologii i wybitnego kanadyjskiego psychologa, żeby przyjął ją jako swoją studentkę na McGill University. Krótko potem Hebb zarekomendował Wilderowi Penfildowi przyjęcie Brendy do Montreal Neurological Institute na dalsze studia. Tam Brenda poczuła od razu, że "to jest dokładnie ta praca, którą chciała wykonywać, nie ważne jak duże byłyby trudności". W 1952 roku Brenda została doktorem psychologii eksperymentalnej pisząc pracę pod kierunkiem Hebba. 
Obecnie zainteresowania badawcze zawiodły Milner do laboratorium neurologii/neurokognitywistyki na McGill University, gdzie pracuje razem z adiunktem Denise Klein. Do badań nad aktywnością neuronalną u osób dwujęzycznych wykorzystują PET i MRI, sprawdzając, czy do nauki nowego języka wykorzystywane są te same ścieżki neuronalne, co do nauki języka ojczystego. 

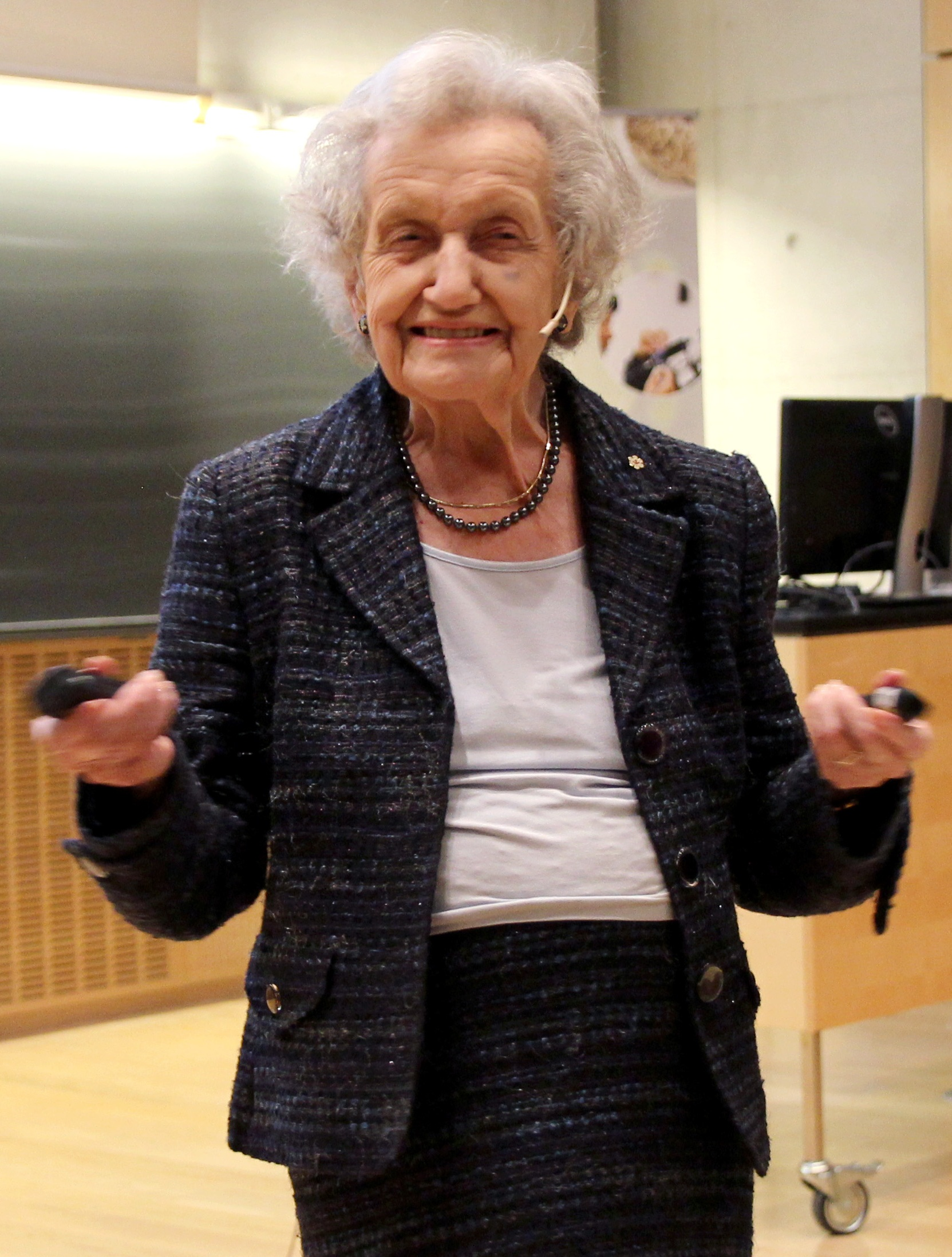
Brenda Milner w 2014 roku

## Kariera naukowa
Milner rozpoczęła pracę w Montreal Neurology Institute w 1950 roku jako studentka profesora Donalda Hebba na McGill University. W Instytucie stworzyła i przeprowadzała dokładne badania pacjentów neurochirurgicznych Wildera Penfielda, co pomogło w lepszym zdefiniowaniu funkcjonalnych obszarów mózgu. Milner była pionierem zupełnie nowej dyscypliny naukowej – laureat Nagrody Nobla Eric Kandel opisał jej pracę jako tworzenie dziedziny z zakresu neurokognitywistyki poprzez połączenie neurologii i psychologii. 

### Pacjent HM
W 1955 roku Milner poznała pacjenta HM, dzięki badaniu którego zyskała sławę. Przez 30 lat Brenda Milner pracowała z nim w Montreal Neurological Institute. Dzięki jej spotkaniom z nim Milner zyskała reputację jednego z najważniejszych neuronaukowców 20 wieku, a przypadek pacjenta HM stał się sławny. Jednak nawet po trzech dekadach regularnych spotkań HM nigdy nie pamiętał jej imienia. 

#### Systemy pamięci
HM po operacji stracił na stałe zdolność tworzenia nowych wspomnień. Dzięki swoim dokładnym eksperymentom Milner odkryła, że HM był w stanie uczyć się i wykonywać pewne szczególne typy zadań i że jego wspomnienia z przeszłości przed operacją były pozornie nienaruszone. Dzięki tym badaniom Milner odkryła, że ludzie mają wiele systemów pamięciowych przeznaczonych do przetwarzania różnego typu informacji, takich jak język czy zdolności motoryczne, co otworzyło nową erę w rozumieniu działania mózgu. 
Badanie pacjenta HM przez Milner pomogło także w odkryciu dysocjacji (rozłączenia) w funkcjonowaniu dwóch systemów pamięci: świadomego i nieświadomego w amnezji. Pacjent HM jest także spektakularnym przykładem nieuświadomionego nabywania nowych nawyków ruchowych – pacjent uczył się w sposób niezamierzony (nieintencjonalny) nawyków ruchowych, opanowując je coraz lepiej w każdej kolejnej próbie, jednocześnie nie pamiętając zdarzeń i sytuacji, w których ich nabywał. 

#### Zespół amnestyczny Milner
Zespół amnestyczny Milner – polega na tym, że pamięć długotrwała przed wystąpieniem schorzenia mózgu funkcjonuje normalnie, natomiast pacjent traci zdolność do utrwalania wszystkich informacji po wystąpieniu neurodysfunkcji. Pacjenci z tym typem amnezji (amnezją "hipokampalną") zachowują poczucie niemożności przypomnienia sobie całej przeszłości dalekiej i bliskiej, czyli mają wiedzę "wiem, że nic nie wiem".
Duża część wczesnych badań Milner dotyczyła także tego, w jaki sposób odbywają się interakcje między półkulami mózgu. Jej badania miały duży wpływ na zrozumienie procesów poznawczych w zakresie uczenia się, rozwoju językowego i emocji. 

### Badania eksperymentalne
Uznaje się, że Milner zapoczątkowała erę nowoczesnych badań eksperymentalnych, publikując artykuł wykazujący, że umiejętność skoordynowania ruchów oczu i ręki podczas obrysowywania figur odwróconych w lustrzanym odbiciu została opanowana i trwale wyuczona przez pacjenta HM, który przy tym wcale nie pamiętał przebiegu samych ćwiczeń.  
Milner przyczyniła się także do rozpowszechnienia narzędzi diagnostycznych takich jak test sortowania kart z Wisconsin (WCST). Test ten nie został pierwotnie opracowany do celów klinicznych, jednak Milner wykorzystała nieznacznie tylko zmodyfikowaną procedurę do pomiaru funkcji płatów czołowych u pacjentów neurologicznych.

## Nagrody i wyróżnienia
Uznanie dla jej pracy było prawie natychmiastowe i trwa do dziś. Milner jest członkiem National Academy of Sciences (narodowej akademii nauk Stanów Zjednoczonych), American Academy of Arts and Sciences (jednego z najstarszych amerykańskich stowarzyszeń naukowych), Royal Society of London (angielskiego towarzystwa naukowego pełniącego funkcję brytyjskiej akademii nauk), Royal Society of Canada (kanadyjskiego towarzystwa naukowego).  W 2005 roku otrzymała prestiżową międzynarodową Nagrodę Gairdnera (ang. Gairdner Award), a w 2004 roku została odznaczona najwyższym stopniem Orderu Kanady (Towarzysz Orderu Kanady). 